# Roney Eford
Roney Eford (* 1. Juni 1972) ist ein ehemaliger US-amerikanischer Basketballspieler.

## Laufbahn
Eford war als Jugendlicher Basketballspieler an der Berkshire School in Sheffield (US-Bundesstaat Massachusetts) sowie anschließend an der New Hampton School in New Hampton, (Bundesstaat New Hampshire). Von 1992 bis 1996 studierte und spielte er an der Marquette University in Milwaukee (Bundesstaat Wisconsin). Der 1,96 Meter große Flügelspieler brachte es in jeder Hochschulsaison auf einen zweistelligen Punkteschnitt, sein bester Wert waren 13,1 je Begegnung (Saison 1994/95).
Eford wurde Berufsbasketballspieler, Anfang Dezember 1996 wechselte er in die deutsche Basketball-Bundesliga zu Steiner Bayreuth. Eford hinterließ bei den Oberfranken prompt einen guten Eindruck und erzielte in seinem ersten Bundesliga-Einsatz 25 Punkte. In seinem fünften Spiel für Bayreuth ließ sich der US-Amerikaner zu einem Ellenbogenschlag gegen einen der Schiedsrichter hinreißen. Er musste eine Geldstrafe in Höhe von 6000 D-Mark entrichten und durfte an den folgenden sechs Bundesliga-Begegnungen Bayreuths nicht mitwirken. Der Verein trennte sich daraufhin von Eford. Der US-Amerikaner spielte bis zum Ende der Saison 1996/97 beim isländischen Erstligisten KR Reykjavík, dort überzeugte er mit 26,5 Punkten je Einsatz. In der Sommerpause 1997 wurde er von Bayreuth zurückgeholt. Mit 16,2 Punkten pro Partie war er 97/98 bester Bayreuther Korbschütze. Nach dem 22. Spieltag wechselte er in die Schweiz.
Eford spielte in der Saison 1998/99 in seinem Heimatland und stand für die Mannschaft Connecticut Pride (Continental Basketball Association (CBA)) in 19 Partien auf dem Feld. Während des Spieljahrs 1999/2000 stand er bei einer chinesischen Mannschaft unter Vertrag. Zur Saison 2001/02 wechselte Eford zum Verein Ginásio C.F. nach Portugal.
Ab Februar 2002 verstärkte er den belgischen Erstligisten Wevelgem als Ersatz für seinen verletzten Landsmann Greg Harris. Er stand in Diensten der japanischen Mannschaft Denso Hoop Gang, im Februar 2003 wechselte er dann zur portugiesischen Hauptstadtmannschaft Portugal Telecom Lissabon.
In der Saison 2005/06 spielte Eford kurzzeitig für die Albany Patroons in der Continental Basketball Association.
Eford wurde nach seiner Spielerzeit in seinem Heimatland als Lehrer tätig und rief eine nach ihm benannte Basketballakademie ins Leben, in deren Rahmen er unter anderem Basketballtrainingskurse für Jugendliche anbot. Er gehörte zum Kollegium der Buckley Country Day School in Long Island, 2017 trat er an der Choate Rosemary Hall School in Wallingford (Bundesstaat Connecticut) die Stelle als Leiter des Schulsports an.